# Sal Borgese
Sal Borgese, às vezes creditado como Salvatore Borghese (Roma, 05 de março de 1937) é um ator italiano de cinema. Ele é conhecido por seu extenso trabalho na indústria do cinema italiano dos anos 1960 até os dias atuais, e por seu trabalho como dublê e acrobata
Os créditos de Borgese incluem filmes de spaghetti westerns, comédias e filmes de espionagem.